# Una O'Connor
Una O'Connor (23 de outubro de 1880 – 4 de fevereiro de 1959) foi uma atriz irlandesa que trabalhou principalmente no teatro antes de se destacar no cinema.
Favorita do diretor James Whale, entre seus papéis mais bem sucedidos e memoráveis estão nos personagens cômicos dos filmes O Homem Invisível (1933) (1933) e A Noiva de Frankenstein (1935).
O'Connor nasceu a 1880, em Belfast, na Irlanda e faleceu a 1959, em Nova Iorque, nos Estados Unidos.

## Filmografia selecionada
- Murder! (1930)
- Timbuctoo (1933)
- Cavalcade (1933)
- Mary Stevens, M.D. (1933)
- O Homem Invisível (1933) (1933)
- Stingaree (1934)
- The Barretts of Wimpole Street (1934)
- Father Brown, Detective (1935)
- David Copperfield (1935)
- A Noiva de Frankenstein (1935)
- The Imperfect Lady (1935)
- The Informer (1935)
- Rose-Marie (1936)
- Little Lord Fauntleroy (1936)
- Suzy (1936)
- Lloyd's of London (1936)
- The Plough and the Stars (1936)
- The Return of the Frog (1938)
- The Adventures of Robin Hood (1938)
- Não Estamos Sós (1939)
- It All Came True (1940)
- Lillian Russell (1940)
- The Sea Hawk (1940)
- The Strawberry Blonde (1941)
- My Favorite Spy (1942)
- Random Harvest (1942)
- This Land Is Mine (1943)
- Holy Matrimony (1943)
- The Canterville Ghost (1944)
- My Pal, Wolf (1944)
- Christmas in Connecticut (1945)
- The Bells of St. Mary's (1945)
- Cluny Brown (1946)
- Of Human Bondage (1946)
- Adventures of Don Juan (1948)
- Testemunha de Acusação (1957)